# Пурлиганджи, Мортеза
Мортеза Пурлиганджи (перс. مرتضی پورعلی‌گنجی‎; род. 19 апреля 1992, Баболь, Мазендеран) — иранский футболист, защитник катарского клуба «Аль-Араби» и сборной Ирана.

## Клубная карьера
Пурлиганджи — воспитанник клуба «Нафт Тегеран». 19 декабря 2010 года дебютировал за первую команду в матче против клуба «Машин Сази Табриз». 5 марта 2011 года забил первый гол в матче против клуба «Пайкан».
В 2015 году перешёл в китайский клуб «Тяньцзинь Тэда». 8 марта 2015 года дебютировал за новый клуб в матче против клуба «Хэнань Констракшн». 4 июня 2015 года забил первый гол в матче против клуба «Гуанчжоу Эвергранд».
17 февраля 2015 года дебютировал на соревнованиях международного уровня в матче Лиги чемпионов АФК против катарского клуба «Аль-Джаиш».

## Международная карьера
4 января 2015 года дебютировал за сборную Ирана в товарищеском матче против сборной Ирака. 23 января 2015 года забил первый гол за национальную команду в матче Кубка Азии против сборной Ирака.

## Статистика
| Сезон           | Клуб            | Дивизион        | Лига  | Лига | Кубок | Кубок | Азия  | Азия | Всего | Всего |
| Сезон           | Клуб            | Дивизион        | Матчи | Голы | Матчи | Голы  | Матчи | Голы | Матчи | Голы  |
| --------------- | --------------- | --------------- | ----- | ---- | ----- | ----- | ----- | ---- | ----- | ----- |
| 2010/11         | Нафт Тегеран    | Про-лига        | 12    | 2    | 0     | 0     | 0     | 0    | 12    | 2     |
| 2011/12         | Нафт Тегеран    | Про-лига        | 16    | 0    | 1     | 0     | 0     | 0    | 17    | 0     |
| 2012/13         | Нафт Тегеран    | Про-лига        | 11    | 0    | 0     | 0     | 0     | 0    | 11    | 0     |
| 2013/14         | Нафт Тегеран    | Про-лига        | 20    | 0    | 1     | 0     | 0     | 0    | 21    | 0     |
| 2014/15         | Нафт Тегеран    | Про-лига        | 13    | 0    | 2     | 1     | 1     | 0    | 16    | 1     |
| 2015            | Тяньцзинь Тэда  | Суперлига       | 26    | 2    | 1     | 0     | 0     | 0    | 27    | 2     |
| Всего в карьере | Всего в карьере | Всего в карьере | 98    | 4    | 5     | 1     | 1     | 0    | 104   | 5     |